# 蘆山茶馬古道
蘆山茶馬古道位於四川省雅安市蘆山縣，文物遺址年代判定為唐至清。2012年7月16日公佈為第八批四川省文物保護單位。

## 簡介[2]
蘆山茶馬古道位於四川省雅安市蘆山縣境內，現存古道遺址包括飛仙關遺址、青龍關、馬鞍腰摩崖題記、蘆陽漢城遺址。蘆山縣域早在商周時期，由於文化交流及民族遷徙等原因，便已形成了一條北通巴蜀，南及滇緬的古道。同時，蘆山城是古蜀國的邊隆重鎮，南方絲綢之路的重鎮。西漢至唐宋亦是邊睡重鎮。西漢時開發西南夷，司馬相如到蘆山，蘆山開始植茶，唐宋時出現茶馬互市，茶馬古道形成。邛崍的茶經鎮西山，名山、雅安等地的茶經飛仙關彙集蘆山，或經過蘆山進入藏區。朝廷用茶、鹽、銅、鐵等換藏區的馬，蘆山成為主要的茶馬互市。明代在圍塔漏斗內曾設有茶馬驛。此時的南方絲路主要交通線又是茶馬古道的交通線，茶葉從支線茶馬古道進入藏區。故蘆山又為茶馬古道商埠。從唐宋至清代是古代四川西南聯繫西南諸民族的重要交通要道之一，也是中國西南地區與東亞、南亞、中亞，以及到西亞各國進行經濟文化交流的國際通道。